# Winfried Zimmer
Winfried Zimmer (* 29. Dezember 1954 in Duisburg) ist ein Brigadegeneral a. D. des Heeres der Bundeswehr.  Er war in letzter Verwendung Kommandeur der Logistikschule der Bundeswehr in Osterholz-Scharmbeck.

## Militärische Laufbahn

### Ausbildung und erste Verwendungen
Zimmer trat 1974 als Offizieranwärter in den Dienst der Bundeswehr. Im Anschluss folgte ein Pädagogikstudium an der Universität der Bundeswehr in München, welches er als Diplom-Pädagoge abschloss. In dieser Zeit wurde er im Juni 1976 zum Leutnant und 1979 zum Oberleutnant befördert. Ab 1980 wurde Zimmer als Zugführer, Nachrichtenoffizier (S2) und Kompaniechef im Jägerbataillon 531 in Ahlen eingesetzt. 1983 erfolgte die Ernennung zum Hauptmann.

### Dienst als Stabsoffizier
Von 1986 bis 1988 absolvierte Zimmer den 29. Generalstabslehrgang Heer an der Führungsakademie der Bundeswehr in Hamburg, wo er zum Offizier im Generalstabsdienst ausgebildet wurde. Hiernach wurde er zum Major befördert. Von 1988 bis 1990 war er Stabsoffizier beim Stabsabteilungsleiter II Nachrichtenwesen im Führungsstab der Streitkräfte (FüS II) im Bonner Bundesministerium der Verteidigung. 1990 wurde Zimmer nach Bruchsal versetzt, wo er bis 1992 als Abteilungsleiter Logistik (G4) in der 1. Luftlandedivision unter dem Kommando von Generalmajor Fritz Eckert diente. Hier wurde er 1991 zum Oberstleutnant befördert. Von 1992 bis 1993 folgte die US-amerikanische Generalstabsausbildung in Fort Leavenworth, Kansas. Zurück in Deutschland war Zimmer zugleich als Abteilungsleiter Logistik (G4) beim Deutschen Anteil und als Division Chief Exercises (G4) beim V. US-Korps in Frankfurt am Main und Heidelberg eingesetzt. Anschließend wurde Zimmer 1994 Kommandeur beim Fallschirmjägerbataillon 314 in Oldenburg.
Nach dieser Verwendung wurde er 1997 als G3 und Dezernatsleiter II 1 (3) in das Heeresunterstützungskommando nach Koblenz versetzt, wo er bis 1999 unter dem Kommando von Rainer Fell diente. Von 1999 bis 2001 war Zimmer Abteilungsleiter I im Materialamt des Heeres in Bad Neuenahr und wurde im Jahre 2000 zum Oberst befördert. 2001 kehrte er schließlich in das Bundesministerium der Verteidigung zurück und war dort zuerst als Referatsleiter II 4 im Führungsstab der Streitkräftebasis (FüSKB II 4) eingesetzt und nach der Eingliederung des FüSKB in den Führungsstab der Streitkräfte als Referatsleiter IV 5 (FüS IV 5).

### Dienst als General
Am 14. Dezember 2006 erhielt Zimmer sein zweites Truppenkommando bei der Logistikbrigade 1 in Delmenhorst. Am 10. März 2008 erfolgte die Ernennung zum Brigadegeneral. Im Juni 2010 übergab er das Kommando an Volker Thomas und wechselte zum Führungsstab der Streitkräfte nach Bonn als Stabsabteilungsleiter IV (FüS IV). Dort folgte er Peter Bohrer, der als Chef des Stabes die Leitung des Führungsstabes übernahm. Am 1. November 2011 folgte er Günter Schwarz als Geschäftsführer der HIL GmbH in Bonn. Von 1. Juni 2015  bis 30. Juni 2017 war er Kommandeur der Logistikschule der Bundeswehr. Dieses Kommando übergab er an Brigadegeneral Stefan Lüth und trat nach 43 Dienstjahren in den Ruhestand.

## Auszeichnungen
- Ehrenkreuz der Bundeswehr in Gold
- Einsatzmedaille der Bundeswehr (KFOR)
- NATO-Medaille
- Army Commendation Medal (US)